# فوجی (خوشاب)
فوجی، روستایی است از توابع بخش مرکزی و در شهرستان خوشاب استان خراسان رضوی ایران.

## جمعیت
این روستا در دهستان سلطان‌آباد قرار داشته و بر اساس سرشماری سال ۱۳۸۵ جمعیت آن ۲۷۱ نفر (۶۴ خانوار)
بوده است.